# 좁쌀풀
좁쌀풀(학명 : Lysimachia vulgaris var. davurica  또는 Lysimachia davurica)은 진달래목 자금우과에 속하는 여러해살이풀이다.

## 생태
한국 등 주로 동아시아에 분포하며 햇볕이 잘 드는 습지에서 자란다. 뿌리줄기가 옆으로 뻗으면서 자라고 원줄기는 높이 40-80cm로서 뒷부분에서 가지가 다소 갈라진다. 잎은 마주달리거나 3-4개씩 돌려나고 피침형 또는 난형이며 가장자리가 밋밋하고 검은 점이 있다. 꽃은 6-8월에 피고 황색이며 원추꽃차례에 달린다. 열매는 둥글고 꽃받침이 남아 있다.

## 참고 문헌
- 이 문서에는 다음커뮤니케이션(현 카카오)에서 GFDL 또는 CC-SA 라이선스로 배포한 글로벌 세계대백과사전의 내용을 기초로 작성된 글이 포함되어 있습니다.